# 大島光俊
大島 光俊（おおしま みつとし、元亀3年（1572年）- 元和4年7月18日（1618年9月6日））は戦国時代の武将。大島光義の三男。母は武市通春の娘。別名は光定、光重。通称は久左衛門。子に大島義治、大島光隆。

## 生涯
父光義を主として、加治田衆の兄光政と共に従軍する。織田、斎藤、丹羽、豊臣、徳川に仕える。関ヶ原の戦いでは、光政と共に西軍に加わり、父光義、長兄光成、弟光朝は東軍に分かれる。戦後、父と兄弟の活躍により、徳川家康に従う。父の死後に遺領の中から摂津国豊島郡、美濃国席田郡上保村　1113石8斗1升9合946・加茂郡下迫間村　386石1斗7升9合993・大野郡・内の計3250石を分与される。
江戸幕府では旗本寄合席となり、迫間大島氏の初代となり、明治まで続き、子孫は現在も続く。墓所は関市迫間の大雲寺。